# Senad Gashi
Senad Gashi (* 20. April 1990 in Peja, SFR Jugoslawien) ist ein deutscher Profiboxer im Schwergewicht und Bridgergewicht. Er gewann mehrfach Weltmeistertitel kleinerer Verbände wie der WBF und der GBU und gilt als einer der bekanntesten deutschen Schwergewichtler der 2020er-Jahre.  
Neben seiner sportlichen Laufbahn machte er sich durch seine Rolle als „Ringfluencer“ einen Namen. Mit über einer Million Followern auf Instagram zählt er zu den reichweitenstärksten deutschen Sport-Influencern.

## Leben
Gashi wuchs im Saarland auf, nachdem seine Familie aus dem Kosovo nach Deutschland gezogen war. Als Jugendlicher trainierte er verschiedene Kampfsportarten wie Karate und Kickboxen und wurde zudem Deutscher Meister im Freestyle Football.
Mit 17 Jahren begann er im Boxclub 1921 Neunkirchen unter der Leitung von Alfred König das klassische Boxtraining. Seine Amateurkarriere umfasste 135 Kämpfe (120 Siege, 11 Niederlagen, 4 Unentschieden), darunter fünf Saarlandmeisterschaften und zwei Südwestmeisterschaften.
Im März 2012 gewann er die German Open im Leichtkontakt „Hand-Fencing“. 2013 erlitt er einen Kreuzbandriss und pausierte mehrere Monate.  
Parallel zum Sport studierte Gashi Finanzdienstleistung an der FH Kaiserslautern (2010–2013) sowie Sport- und Fitnessökonomie an der DHfPG in Saarbrücken, wo er 2015 mit dem Bachelor abschloss.  
Neben seiner Sportkarriere wirkte er in Musikvideos von Farid Bang, KC Rebell, Animus und Ilir Pasha mit.  

## Profikarriere

### Frühe Erfolge (2014–2019)
Am 17. Mai 2014 gab Gashi sein Profidebüt in Saarbrücken mit einem K.-o.-Sieg in der ersten Runde. Seine ersten 15 Profikämpfe gewann er allesamt durch K.o.  
2015 gewann er den WBC-Baltic-Silver-Titel sowie den Internationalen Deutschen Meistertitel. 2016 folgte der GBU-Weltmeistertitel durch K.o. gegen Marino Goles.
2018 kam es zum Skandalkampf gegen Tom Schwarz, der nach Disqualifikation gegen Gashi gewertet wurde. Im selben Jahr boxte er gegen Carlos Takam und verlor durch TKO. 2019 folgte eine Niederlage nach Punkten gegen Dereck Chisora. Noch im selben Jahr gewann er jedoch die UBF-Europameisterschaft sowie Interims-Weltmeisterschaften der WBF und GBU.  

### Universum und Influencer-Ära (2020–2023)
Im September 2020 wechselte Gashi zu Universum Box-Promotion. Dort übernahm er nicht nur sportlich eine führende Rolle, sondern stieg zeitweise auch ins Management ein und wurde als COO geführt. Durch seine Reichweite als Influencer prägte er eine neue Ausrichtung des Boxstalls: Universum begann, Social-Media-Events, Influencer-Kämpfe und digitale Vermarktungsstrategien stärker zu integrieren.
Eine Schlüsselrolle spielte dabei die Zusammenarbeit mit dem Bruchsaler Kaufmann und Manager Ömurcan Atca. Dieser übernahm die geschäftliche Steuerung, wodurch sich Gashi voll auf sein sportliches Profil und seine Rolle als Entertainer konzentrieren konnte. Parallel verantwortete der Hamburger Digitalunternehmer Christian Lutz Schoenberger die Bereiche Marketing, Sponsoring und Online-Positionierung. In Medienberichten wurde diese Konstellation als „Dreiecksmodell des Erfolges“ beschrieben: Gashi als sportliche Leitfigur, Atca als kaufmännischer Manager und Schoenberger als Stratege für Reichweite und Markenaufbau.
Unter Gashis Mitwirkung erhielt Universum neue mediale Aufmerksamkeit und galt wieder als einer der führenden Boxställe in Deutschland.  

### Kämpfe seit 2023
- Am 25. November 2023 boxte Gashi in Kempton Park gegen Kevin Lerena um den WBC-Interimstitel im Bridgergewicht, verlor jedoch nach Punkten.[11]
- Am 13. Juli 2024 besiegte er Mustapha Amadu durch TKO in Runde drei in Rozvadov.[12]
- Am 14. September 2024 gewann er in Bielefeld durch TKO in Runde drei gegen Reinaldo Gonzalez den vakanten WBF-Weltmeistertitel im Bridgergewicht.[13]
- Am 5. Mai 2025 gewann er in Hamburg das Rematch gegen Tom Schwarz nach Punkten. Die Bild bezeichnete den Kampf als „Hass-Duell“.[14]

## Rolle als Influencer
Seit 2020 baute Gashi eine zweite Karriere als Influencer auf. Mit mehr als einer Million Followern auf Instagram und einem eigenen YouTube-Kanal, auf dem er internationale Box-Gyms wie das Wild Card Gym in Los Angeles und BOXR Miami porträtierte, erreichte er ein breites Publikum. Durch diese Reichweite schloss er Sponsoring-Deals u. a. mit adidas und positionierte sich als Bindeglied zwischen Profiboxen und Social-Media-Entertainment.

## Boxstil
Gashi ist Linkshänder, boxt jedoch in Normalauslage. Er beschreibt seinen Stil als „aggressives Konterboxen“. Wegen seiner hohen Schlagfrequenz trägt er den Spitznamen „GashineGun“.

## Erfolge
Amateure:
- 5 × Saarlandmeister
- 2 × Südwestdeutscher Meister
- 2 × Internationale Boxgala – Gold
- 1 × German Open – Gold
- 2 × Deutsche Hochschulmeisterschaften – Gold
- 1 × Albanischer Meister
- 2 × Internationale Luxemburgische Meisterschaften – Gold
- 1 × Balkan Cup – Gold

Profis:
- WBC Baltic Silver Champion (2015)
- Internationaler Deutscher Meister (BDB)
- GBU-Weltmeister (2016)
- WBF-Interim-Weltmeister (2019)
- WBF-Weltmeister (2024, Bridgergewicht)
- UBF-Europameister (2019)
- UBF-Internationaler Meister
- GBC-Intercontinental Champion